# 음암면
음암면(音岩面)은 충청남도 서산시에 있는 면이다.

## 개요
음암면은 서해안고속도로와 인접해 있는 등 공장입지에 최적의 조건을 갖추고 있다. 청정한 황토땅에서 생산되는 달래, 육쪽마늘, 호박고구마 등 우수한 농특산물이 생산되는 지역이다. 또한, 고부가가치 상품으로 각광받고 있는 동양난과, 심비디움, 호접난 등이 대량으로 생산되는 화훼단지의 고장이다. 정순왕후 생가, 김기현 가옥과 박첨지 놀이 등의 유무형 문화재를 보유한 역사의 고장이다.

## 연혁
- 1914년 4월 1일 3개면 일원을 통합해 음암면 설치.(11개리)

| 조선총독부령 제111호 |                                               |
| 구 행정구역          | 신 행정구역                                   |
| 서산군 동음암면      | 음암면 도당리, 문양리, 탑곡리                 |
| 서산군 동암면        | 음암면 부장리, 성암리, 수석리, 신장리, 유계리 |
| 서산군 두치면        | 음암면 율목리, 부산리, 상홍리                 |
- 1973년 7월 1일 수석리가 서산읍에 이속됨.
- 1987년 5월 16일 상홍2리, 3리로 분리.
- 1996년 11월 5일 도당5리를 5, 7리로 분리.
- 2002년 12월 10일 부산2리를 부산 2,3리로 분리.
- 2009년 7월 31일 부장2리를 부장2,4리로 분리.

## 행정 구역
- 도당리 (1~7리)
- 탑곡리 (1~4리)
- 문양리 (1~2리)
- 율목리 (1~2리)
- 부산리 (1~3리)
- 상홍리 (1~2리)
- 신장리 (1~2리)
- 유계리 (1~2리)
- 성암리
- 부장리 (1~4리)

## 교육
- 음암초등학교
- 동암초등학교
- 음암중학교